# Фибра, Фабри
Фа́бри Фи́бра (итал. Fabri Fibra; наст. имя: Фабри́цио Тарду́ччи (итал. Fabrizio Tarducci), род. 17 октября 1976 года) — итальянский рэпер.

## Биография
Фабрицио Тардуччи родился в городе Сенигаллия административной области Марке. Он стал интересоваться музыкой с самого раннего детства. Написал и исполнил своё первое произведение когда ему было 17 лет.
В 1995 году он записал свою первую демозапись. Тогда же был создал тандем «Uomini di Mare» с диджеем Лато, а в 1996 году они записали альбом «Dei del mare quest'el gruv». В 1999 году Фабри и Лато в сотрудничестве с «El Presidente» записали альбом «Sindrome di fine millennio» и распространили его, в чём им помогали Джо Кассано и брат Фабри Франческо.
После успеха альбома, Фабри Фибра начал выступать с концертами по Италии. В 2000 году он основал свой собственный лейбл и группу «Teste Mobili Records» (Bobbing Head Records), а также сотрудничал с различными итальянскими рэп-группами как вокалист, а также писал для них тексты песен по схеме микстейп.

## Дискография

### С «Uomini di Mare»
- 1996 - Dei di mare quest'el gruv
- 1999 - Sindrome di fine millenio

### С «Qustodi del tempo»
- 1997 - Il rapimento del Vulplà

### С «Rapstar»
- 2012 - Non è gratis

### Сольные альбомы
- 2002 - Turbe giovanili
- 2004 - Mr. Simpatia
- 2006 - Tradimento
- 2006 - Pensieri Scomodi
- 2007 - Bugiardo
- 2009 - Chi vuole essere Fabri Fibra?
- 2010 - Controcultura
- 2010 - Quorum
- 2012 - Casus Belli EP
- 2013 - Guerra e Pace
- 2015 - Squallor
- 2017 - Fenomeno
- 2022 - CAOS

## Синглы

### Сольные синглы
- Applausi per Fibra (2006)
- Mal di Stomaco (2006)
- Idee Stupide (2006)
- Bugiardo (2007)
- La soluzione (2008)
- In Italia featuring Gianna Nannini (2008)
- Incomprensioni featuring Federico Zampaglione (2009)
- Speak English (2009)
- Festa Festa featuring Crookers & Dargen D'Amico (2010)
- Vip in Trip (2010)
- Tranne Te (2010)
- Qualcuno normale featuring Marracash (2011)
- Le Donne (2011)
- L'italiano balla featuring Crookers (2012)
- Pronti, Partenza, Via! (2012)
- Ring Ring (2013)
- Come Vasco (2015)

### С «Rapstar»
- Ci rimani male/Chimica Brother (2012)